# Solaiman Solaiman
Solaiman Solaiman (tiếng Ả Rập: سليمان سليمان) (sinh ngày 6 tháng 5 năm 1990 ở Syria) là một cầu thủ bóng đá Syria. Hiện tại anh thi đấu cho Al-Wahda, thi đấu ở Giải bóng đá ngoại hạng Syria, giải đấu cao nhất ở Syria.

## Sự nghiệp câu lạc bộ
Solaiman bắt đầu sự nghiệp bóng đá với câu lạc bộ tại Giải bóng đá ngoại hạng Syria Al Futowa. Anh vào đội chính năm 2008, sau đó gia nhập Al-Wahda mùa giải 2012-13, và giành chức vô địch Cúp bóng đá Syria.

## Sự nghiệp quốc tế
Solaiman là thành viên của đội tuyển U-17 Syria ở Giải vô địch bóng đá U-17 thế giới 2007 ở Hàn Quốc. Anh thi đấu trước Argentina, Tây Ban Nha và Honduras ở vòng bảng của Giải vô địch bóng đá U-17 thế giới 2007 và anh ghi một bàn thắng trước Tây Ban Nha trong trận thứ ba ở vòng bảng.